# Zderzenie sprężyste
Zderzenie sprężyste – zderzenie, w którym w stanie końcowym mamy te same cząstki (obiekty), co w stanie początkowym, i zachowana jest energia kinetyczna. W fizyce zderzenia analizuje się opisując stan ciał przed i po zderzeniu nie wnikając w szczegóły oddziaływania w trakcie zderzenia. Zderzenie, w którym energia kinetyczna nie jest zachowana, nazywa się zderzeniem niesprężystym.
Przykładami zderzeń sprężystych mogą być: zderzenia cząsteczek gazu doskonałego, zderzenia elektronów, rozproszenie niskoenergetycznej cząstki alfa na jądrze atomowym (eksperyment Rutherforda) i wiele innych z mikroświata. Zderzenia zachodzące w skali makroskopowej są sprężyste w pewnym przybliżeniu, np. stosowane jako przykład zderzenie sztywnych stalowych kul jest tylko w przybliżeniu zderzeniem sprężystym, niewielka część energii kinetycznej jest bowiem zawsze tracona, np. w formie wydzielanego ciepła i fali akustycznej wytwarzanych w chwili zderzenia. Zazwyczaj za zderzenia uznaje się procesy trwające bardzo krótko, choć niektóre procesy przebiegające bardzo długo, jak przejście komety, poruszającej się z prędkością hiperboliczną w okolicy Słońca, z odchyleniem jej toru, też może być rozpatrywane jako oddziaływanie sprężyste.

## Analiza zderzenia sprężystego
W analizie zderzenia sprężystego zakłada się, że nie występują lub są pomijane oddziaływania z innymi ciałami oznacza to, że podczas zderzenia spełniona jest zasada zachowania pędu, przyjmuje się też, że oddziaływania podczas zderzenia są sprężyste dlatego energia kinetyczna jest zachowana.

## Zderzenie centralne

Zderzenie sprężyste dwóch ciał o jednakowych masach

Jeżeli zderzenie jest centralne, oznacza to, że początkowo ciała poruszają się po jednej prostej, zatem całkowity pęd ma kierunek pokrywający się również z tą prostą. A z zasady zachowania pędu wynika z kolei, że końcowy pęd układu będzie miał nie tylko taką samą wartość, lecz również kierunek. Można powiedzieć, że zderzenie centralne jest jednowymiarowe.
Zderzające się dwa ciała oznaczono indeksami 1 i 2, ich prędkości przed zderzeniem oznaczono przez {\displaystyle u,} a po zderzeniu przez {\displaystyle v,} a masy przez {\displaystyle m.}
Całkowita energia kinetyczna po zderzeniu jest równa energii kinetycznej ciał przed zderzeniem:
{\displaystyle {\frac {m_{1}v_{1}^{2}}{2}}+{\frac {m_{2}v_{2}^{2}}{2}}={\frac {m_{1}u_{1}^{2}}{2}}+{\frac {m_{2}u_{2}^{2}}{2}}.}
Całkowity pęd po zderzeniu jest równy pędowi przed zderzeniem:
{\displaystyle m_{1}v_{1}+m_{2}v_{2}=m_{1}u_{1}+m_{2}u_{2}.}
Z powyższych równań wynikają prędkości ciał po zderzeniu:
{\displaystyle v_{1}={\frac {u_{1}(m_{1}-m_{2})+2m_{2}u_{2}}{m_{1}+m_{2}}},}
{\displaystyle v_{2}={\frac {u_{2}(m_{2}-m_{1})+2m_{1}u_{1}}{m_{1}+m_{2}}},}
a gdy masy obu ciał są równe:
{\displaystyle v_{1}=u_{2},}
{\displaystyle v_{2}=u_{1}.}
Z czego wynika, że ciała wymieniają się prędkościami.

### Centralne zderzenie relatywistyczne
W fizyce relatywistycznej pęd i energię definiują wzory
{\displaystyle E=m\gamma c^{2},}
{\displaystyle p=m\gamma v,}
gdzie:
{\displaystyle \gamma ={\frac {1}{\sqrt {1-{\frac {v^{2}}{c^{2}}}}}}.}
Zastosowanie tych wzorów prowadzi do wzorów na prędkości końcowe
{\displaystyle v_{1}={\frac {2m_{1}m_{2}c^{2}u_{2}Z+2m_{2}^{2}c^{2}u_{2}-(m_{1}^{2}+m_{2}^{2})u_{1}u_{2}^{2}+(m_{1}^{2}-m_{2}^{2})c^{2}u_{1}}{2m_{1}m_{2}c^{2}Z-2m_{2}^{2}u_{1}u_{2}-(m_{1}^{2}-m_{2}^{2})u_{2}^{2}+(m_{1}^{2}+m_{2}^{2})c^{2}}},}
{\displaystyle v_{2}={\frac {2m_{1}m_{2}c^{2}u_{1}Z+2m_{1}^{2}c^{2}u_{1}-(m_{1}^{2}+m_{2}^{2})u_{1}^{2}u_{2}+(m_{2}^{2}-m_{1}^{2})c^{2}u_{2}}{2m_{1}m_{2}c^{2}Z-2m_{1}^{2}u_{1}u_{2}-(m_{2}^{2}-m_{1}^{2})u_{1}^{2}+(m_{1}^{2}+m_{2}^{2})c^{2}}},}
gdzie:
{\displaystyle Z={\sqrt {(1-u_{1}^{2}/c^{2})(1-u_{2}^{2}/c^{2})}}.}
| Wyprowadzenie wzorów |
| --- |
| Niektóre z zamieszczonych tu informacji wymagają weryfikacji.Uwagi: Błędny wzór na pęd. Trzeba wyjaśnić, że chodzi o funkcje hiperboliczne i zapisać je czcionką prostą, inaczej wzory są nieczytelne, np. w zapisie {\displaystyle mcsh} nie wiadomo co jest funkcją a co zmienną. Dokładniejsze informacje o tym, co należy poprawić, być może znajdują się w dyskusji tej sekcji. Po wyeliminowaniu niedoskonałości należy usunąć szablon [[Szablon:Dopracować\|]] z tej sekcji. Wyrazimy prędkość przez tzw. parametr prędkości {\displaystyle s{:}} {\displaystyle v/c={\text{th}}(s)={\frac {e^{s}-e^{-s}}{e^{s}+e^{-s}}},} stąd otrzymujemy {\displaystyle e^{s}={\sqrt {\frac {c+v}{c-v}}}.} Energia i pęd relatywistyczny wyrażają się następująco: {\displaystyle E={\frac {mc^{2}}{\sqrt {1-{\frac {v^{2}}{c^{2}}}}}}=mc^{2}{\text{ch}}(s),} {\displaystyle p={\frac {mv}{\sqrt {1-{\frac {v^{2}}{c^{2}}}}}}=mc{\text{ sh}}(s).} Równania sum energii i pędów zderzających się mas {\displaystyle m_{1}} i {\displaystyle m_{2}} (prędkościom {\displaystyle v_{1},}{\displaystyle v_{2},}{\displaystyle u_{1},}{\displaystyle u_{2}} odpowiadają parametry prędkości {\displaystyle s_{1},}{\displaystyle s_{2},}{\displaystyle s_{3},}{\displaystyle s_{4}}), po podzieleniu przez odpowiednią potęgę {\displaystyle c,} są następujące: {\displaystyle m_{1}{\text{ch}}(s_{1})+m_{2}{\text{ch}}(s_{2})=m_{1}{\text{ch}}(s_{3})+m_{2}{\text{ch}}(s_{4}),} {\displaystyle m_{1}{\text{sh}}(s_{1})+m_{2}{\text{sh}}(s_{2})=m_{1}{\text{sh}}(s_{3})+m_{2}{\text{sh}}(s_{4}).} oraz równanie zależne będące sumą stron: {\displaystyle m_{1}e^{s_{1}}+m_{2}e^{s_{2}}=m_{1}e^{s_{3}}+m_{2}e^{s_{4}},} odejmujemy stronami kwadraty równań „pędowego” od „energetycznego” i korzystamy z tożsamości dla funkcji hiperbolicznej {\displaystyle {\text{ch}}^{2}(s)-{\text{sh}}^{2}(s)=1,} po skróceniach otrzymujemy: {\displaystyle 2m_{1}m_{2}({\text{ch}}(s_{1}){\text{sh}}(s_{2})-{\text{ch}}(s_{2}){\text{sh}}(s_{1}))=2m_{1}m_{2}({\text{ch}}(s_{3}){\text{sh}}(s_{4})-{\text{ch}}(s_{4}){\text{sh}}(s_{3})).} Dla niezerowych mas, po złożeniu funkcji hiperbolicznej otrzymujemy: {\displaystyle {\text{ch}}(s_{1}-s_{2})={\text{ch}}(s_{3}-s_{4}).} Z symetrii funkcji {\displaystyle {\text{ch}}(s)} otrzymujemy dwa rozwiązania: {\displaystyle s_{1}-s_{2}=s_{3}-s_{4},} {\displaystyle s_{1}-s_{2}=-s_{3}+s_{4}.} z ostatniego równania, prowadzącego do nietrywialnego rozwiązania, wyznaczamy {\displaystyle s_{2}} i podstawiamy do równania zależnego, wyznaczamy {\displaystyle e^{s_{1}},} a następnie {\displaystyle e^{s_{2}},} otrzymujemy: {\displaystyle e^{s_{1}}=e^{s_{4}}{\frac {m_{1}e^{s_{3}}+m_{2}e^{s_{4}}}{m_{1}e^{s_{4}}+m_{2}e^{s_{3}}}},} {\displaystyle e^{s_{2}}=e^{s_{3}}{\frac {m_{1}e^{s_{3}}+m_{2}e^{s_{4}}}{m_{1}e^{s_{4}}+m_{2}e^{s_{3}}}}.} Jest to rozwiązanie zagadnienia, ale wyrażone przez parametry prędkości. Powrotne podstawienie, by otrzymać rozwiązanie na prędkości ma postać: {\displaystyle v_{1}/c={\text{th}}(s_{1})={\frac {e^{s_{1}}-e^{-s_{1}}}{e^{s_{1}}+e^{-s_{1}}}},} {\displaystyle v_{2}/c={\text{th}}(s_{2})={\frac {e^{s_{2}}-e^{-s_{2}}}{e^{s_{2}}+e^{-s_{2}}}}.} Podstawiamy poprzednie rozwiązania i zastępujemy: {\displaystyle e^{s_{3}}={\sqrt {\frac {c+u_{1}}{c-u_{1}}}}} oraz {\displaystyle e^{s_{4}}={\sqrt {\frac {c+u_{2}}{c-u_{2}}}}.} Po długich przekształceniach podstawiamy: {\displaystyle Z={\sqrt {(1-u_{1}^{2}/c^{2})(1-u_{2}^{2}/c^{2})}}} i otrzymujemy: {\displaystyle v_{1}={\frac {2m_{1}m_{2}c^{2}u_{2}Z+2m_{2}^{2}c^{2}u_{2}-(m_{1}^{2}+m_{2}^{2})u_{1}u_{2}^{2}+(m_{1}^{2}-m_{2}^{2})c^{2}u_{1}}{2m_{1}m_{2}c^{2}Z-2m_{2}^{2}u_{1}u_{2}-(m_{1}^{2}-m_{2}^{2})u_{2}^{2}+(m_{1}^{2}+m_{2}^{2})c^{2}}},} {\displaystyle v_{2}={\frac {2m_{1}m_{2}c^{2}u_{1}Z+2m_{1}^{2}c^{2}u_{1}-(m_{1}^{2}+m_{2}^{2})u_{1}^{2}u_{2}+(m_{2}^{2}-m_{1}^{2})c^{2}u_{2}}{2m_{1}m_{2}c^{2}Z-2m_{1}^{2}u_{1}u_{2}-(m_{2}^{2}-m_{1}^{2})u_{1}^{2}+(m_{1}^{2}+m_{2}^{2})c^{2}}}.} |

## Zderzenie niecentralne

Zderzenie niecentralne kul o równych masach

W zderzeniach niecentralnych przyjmuje się, że zderzające się ciała są w przestrzeni dwuwymiarowej koliste, a w trójwymiarowej kuliste. Założenie to zapewnia, że w wyniku zderzenia ciała nie są wprawiane w ruch obrotowy.
Jeżeli rozpatrujemy zderzenie niecentralne dwóch ciał, to ich tory nie leżą na jednej prostej, dlatego pędy ciał muszą być rozpatrywane jako wektory. Jeżeli zderzenie analizujemy w układzie odniesienia, w którym jedna z cząstek przed zderzeniem spoczywa, lub w którym ich prędkości są do siebie równoległe, to z zasady zachowania pędu wynika, że wektory pędów po zderzeniu muszą leżeć w jednej płaszczyźnie z pędami przed zderzeniem. Możemy więc, dobierając odpowiednio układ współrzędnych, analizować ten proces na płaszczyźnie.
Wektor na płaszczyźnie jest określony dwiema współrzędnymi. Mamy więc w stanie końcowym cztery parametry. Zasada zachowania pędu nakłada nam na nie dwa ograniczenia (sumy składowych pędów po zderzeniu muszą być równe tym sprzed zderzenia). Zachowanie energii kinetycznej daje trzecie ograniczenie. Oznacza to, że w zderzeniu sprężystym dwóch ciał w zasadzie wystarczy, poza prędkościami przed zderzeniem, znać tylko jeden parametr stanu końcowego (może to być na przykład kąt wylotu jednej z cząstek), by, z pomocą zasad zachowania, wyznaczyć cały stan końcowy. „W zasadzie”, ponieważ zależność energii od pędu jest kwadratowa, w związku z czym równanie zachowania energii może czasem mieć dwa fizyczne rozwiązania.

### Przykłady

#### Zjawisko Comptona
Przykładem użycia zasad zachowania energii i pędu do analizy zderzenia sprężystego może być wyprowadzenie wzoru na zmianę długości fali fotonu rozpraszanego na swobodnym elektronie, czyli efektu Comptona.

#### Zderzenie sprężyste w polu grawitacyjnym
Brak utraty energii na skutek zderzenia piłki z podłożem sprawia, że ruch piłki nie zanika w czasie. Energia zmienia jedynie swą postać pomiędzy:
- energią potencjalną grawitacji osiągającą maksimum w najwyższym punkcie położenia,
- energią kinetyczną osiągającą maksimum tuż przed uderzeniem piłki o podłoże,
- energią potencjalną sprężystości osiągającą maksimum w chwili zatrzymania piłki przy podłożu.